# 針琉璃蟻亞科
針琉璃蟻亞科（Aneuretinae）隸屬於蟻科，現生一種，Aneuretus simoni ，9個已滅絕物種，早期的系統發生學研究認為 A. simoni 位於原始與先進的螞蟻亞科之間，但近期的研究顯示其為琉璃蟻亞科現生最近緣的物種。

## 分類
- 針琉璃蟻族 Aneuretini Emery, 1913
  - †Aneuretellus（英语：Aneuretellus） Dlussky, 1988
  - 針琉璃蟻屬 Aneuretus（英语：Aneuretus） Emery, 1893
  - †Mianeuretus Carpenter, 1930
  - †Paraneuretus（英语：Paraneuretus） Wheeler, 1915
  - †Protaneuretus Wheeler, 1915
- †Pityomyrmecini Wheeler, 1915
  - †Pityomyrmex Wheeler, 1915
- 地位未定 incertae sedis
  - †Burmomyrma（英语：Burmomyrma） Dlussky, 1996
  - †Britaneuretus Dlussky & Perfilieva, 2014
  - †Cananeuretus（英语：Cananeuretus） Engel & Grimaldi, 2005

## 脚注
1. ↑  Bolton, B. . AntCat. 2014  [25 July 2014].
2. ↑  . antweb.org. AntWeb（英语：AntWeb）.   [22 September 2013]. （原始内容存档于2020-08-27）.
3. ↑  Wilson et al. 1956，第81頁
4. ↑  Ward et al. 2010，第342頁
5. ↑  Karunarathna & Karunaratne 2013，第4604頁